# قلب‌گاو زمردی
قلب‌گاو زمردی (نام علمی: Parides sesostris)، گونه‌ای از پروانه‌ها در خانواده پروانه‌های دم‌چلچله‌ای است. این گونه بومی قاره آمریکا است. از مکزیک تا برزیل و پرو گسترده است.

## شرح
طول بال‌های قلب‌گاو زمردی به ۱۱۰–۱۰۰ میلی‌متر می‌رسد. سر، سینه و شکم سیاه است. رنگ اصلی قسمت بالایی بال‌های جلو سیاه است، با مناطق سبز بزرگ در قسمت پایه بال‌های جلو. قسمت زیرین بال‌های جلو قهوه‌ای تیره است. قسمت زیرین بال‌های عقب قهوه‌ای تیره، با زنجیره‌ای از لکه‌های قرمز در لبه بیرونی است. بال‌های عقبی گوشه‌دار هستند اما دم ندارند. لاروها از تعدادی گیاه خانواده زرآوند مانند Aristolochia barbata, A. trianae , A. bicolor, A. grandiflora, A. sprucei تغذیه می‌کنند. تهدید نمی‌شوند.